# زينب جلاليان
زينب جلاليان (بالفارسية: زینب جلالیان) ناشطة كردية تبلغ من العمر 27 عامًا. حُكم عليها عام 2009 بالإعدام شنقاً بتهمة «محاربة الله ورسوله».في إيران.
تُعد زينب عضوًا في منظمة حياة كردستان الحرة «بيجاك» التي تمارس العمل المسلح، وهي منظمة مقربة من حزب العمال الكردستاني التركي «بي كي كي» والتي بدورها نفت التهمة وأن تكون قد مارست أي عمل مسلح، مؤكدةً أن عملها كان ينحصر في الأنشطة الثقافية والدعائية.

## وصلات خارجية
- Citizen Journalism: STOP Execution of 27 Year Old Zeinab Jalalian: Spread the Word / facebook زينب جلاليان  على فيسبوك.
- Zeynab Jalalian’s Brother: “We haven’t heard from her for a month.” RAHANA, June 26, 2010
- I ask Ayatollah Khamenei to intervene in Zeinab Jalalian’s case, says lawyer Int'l Campaign for Human Rights in Iran, July 1, 2010
- Save Zeinab Jalalian! at United for Iran
- Zeinab Jalalian from Execution زينب جلاليان  على فيسبوك.facebook group